# Gladiateurs de ville des Laurentides
Les Gladiateurs de Ville des Laurentides sont une équipe de hockey sur glace de la Ligue de hockey semi-professionnelle du Québec. Elle était basée à Saint-Lin–Laurentides au Québec (Canada).

## Historique
L'équipe est créée à Saint-Lin–Laurentides en 1996. Un an plus tard, elle déménage à Sainte-Thérèse pour devenir les Chiefs de Sainte-Thérèse.

### Autres noms
La franchise fut connue sous quatre appellations différentes depuis sa création, soit :
- Gladiateurs de ville des Laurentides en 1996-1997.
- Chiefs de Sainte-Thérèse en 1997-1998.
- Chiefs de Laval de 1998 à 2006.
- Summum-Chiefs de Saint-Jean-sur-Richelieu de 2006 à aujourd'hui.

### Saisons en LHSPQ
Note: PJ : parties jouées, V : victoires, D : défaites, N : matchs nuls, DP : défaite en prolongation, DF : défaite en fusillade, Pts : Points, BP : buts pour, BC : buts contre, Pun : minutes de pénalité
| Saison  | PJ | V  | D  | N | DP | DF | Pts | Classement                | Séries éliminatoires |
| ------- | -- | -- | -- | - | -- | -- | --- | ------------------------- | -------------------- |
| 1996-97 | 35 | 11 | 20 | 0 | 4  | -  | 26  | 3e place, Division QSPHLC | ?                    |

### Référence
1. ↑  (en) Statistiques des Gladiateurs sur www.hockey.com